# Джон Калвер
Джон Честер Калвер (англ. John Chester Culver; 8 серпня 1932, Рочестер, Міннесота — 26 грудня 2018, Вашингтон) — американський політик-демократ, письменник і юрист. Член Палати представників з 1965 по 1975 рік, сенатор США від штату Айова з 1975 по 1981 рік.

## Біографія
Калвер народився в місті Рочестер, штат Міннесота. У дитинстві він зі своєю сім'єю переїхав до Сідар-Рапідса, Айова.
Закінчив Гарвардський університет і Гарвардської школи права. Він служив капітаном в Корпусі морської піхоти США з 1955 по 1958 рік. Калвер проходив навчання в Еммануель-коледжі Кембриджського університету
Калвер почав займатися юриспруденцією в Сідар-Рапідсі у 1963 році.
У 2000 році Калвер став співавтором American Dreamer (укр. Американський мрійник), першої всеосяжної біографії Генрі Воллеса.
До 31 січня 2011 року Калвер був тимчасовим директором Інституту політики в Школі управління ім. Джона Ф. Кеннеді Гарвардського університету.
Батько губернатора Айови з 2007 по 2011 рік Чета Калвера.